# Alexandru D. Macedonski
Alexandru Dimitrie Macedonski (n. 22 decembrie 1816, București, Țara Românească – d. 24 septembrie 1869) a fost un general și politician român. A fost tatăl poetului Alexandru Macedonski.

## Biografie

### Viață timpurie
S-a născut ca primul fiu al soților Zoe (n. Paznanski) și Dimitrie Macedonski. De la 15 ianuarie 1821, de când Dimitrie Macedonski a sprijinit (mandatat de marii boieri ai Țării Românești - Grigore Brâncoveanu, Grigore Ghica și Barbu Văcărescu, membri ai Comitetului și ai Eteriei) mișcarea revoluționară condusă de Tudor Vladimirescu, copilul Alexandru D. Macedonski a fost crescut numai de mama sa, până la întoarcerea tatălui în București, cu permisiunea armatei ruse (1 octombrie 1829), după semnarea Tratatului de pace ruso-turc la Adrianopol/Edirne la data de 2 septembrie 1829.

### Studii militare
Între 1831-1834 este trimis, la studii militare, la Liceul imperial de la Herson, prin intermediul bunicului matern, căpitanul Ignatie Paznanski, de unde se întoarce școlit, devenind iuncher în Regimentul I Infanterie din București. După 1834, până în 1838 continuă studiile militare de specializare la Jitomir în Rusia, la vest de Kiev.
La 3 aprilie 1838 este avansat praporcic, rang consemnat în Arhondologia Nouă a Țării Românești
La 14 februarie 1843 este numit porucic/locotenent prin Ofis domnesc de către Gheorghe Bibescu, domnitorul Țării Românești (1842-1848). În anul 1844 este trimis în Rusia, la Tuia, pentru instrucție și achiziție de material militar.

### Viață personală
La 12 februarie 1848 se căsătorește cu Maria Fisența, fiica lui Emanuel Fisența, fiul contelui Fisența - ambasadorul trimis de împărăteasa Ecaterina în Țara Românească, înfiată de Dimitrie Pârâianu. Catinca - mama Mariei — era din neamul Brăiloiu din Craiova. După moartea soțului, s-a căsătorit cu vărul ei Dumitru Pârâianu, care a înzestrat-o pe Maria cu moșiile: Pometești, Adâncată și altele. Împreună au avut patru copii, Ecaterina (11 noiembrie 1848 - ?), Dimitrie (22 septembrie 1852 - 4 iulie 1907), Alexandru (14 martie 1854 - 24 noiembrie 1920) și Vladimir (1 septembrie 1858 - 22 septembrie 1918).
La data de 25 august locotenentul/porucicul A.D. Macedonski este pus în disponibilitate, fiind ostil guvernului revoluționar, fiind reabilitat la 28 septembrie, iar în anul următor în 4 decembrie este avansat căpitan. 

### Reglement ostășesc de slujba infanteriei
Între anii 1850 - 1852, traduce din rusește și i se editează Reglement ostășesc de slujba infanteriei (Cartea I, Partea II, 1-2), Suplement la Școala recruților de pedestrime (Cap.II. încărcarea puștilor) și Instrucția pentru împușcarea la țintă și adăogată cu note deslușitoare la solicitarea oficialității, pentru uzul Școlii Militare naționale. În anul 1852, la 13 octombrie este avansat în grad de maior.
În anul 1853 maiorului Alexandru Macedonski, comandirul Batalionului model, îi sunt aduse mulțumiri de domnitorul Țării Românești, Barbu Dimitrie Știrbei (1849-1853, 1854-1856), la inspecția făcută, văzându-l în desăvârșită plăcută stare. În anul următor este numit, prin Poruncă către Oștire, comăndiutor/comandant al Regimentului 3, de către domnitorul Barbu Dimitrie Știrbei.
În anul 1857, la 12 iulie primește gradul de colonel și numit comandant al Regimentului 5 („Buletinul Țării Românești“, 1857, p.233) de către Alexandru D. Ghica - caimacam (1846-1858), fost domnitor (1834-1842).
în 23 - 24 ianuarie colonelul Alexandru D. Macedonski este însărcinat de boierii antiunioniști cu represiunea mulțimii din București care manifesta în favoarea unirii în fața clădirii în care avea loc Adunarea Electivă a Țării Românești. Aceasta se pronunță pentru alegerea ca domn al lui Alexandru Ioan Cuza, care numește ca prim-ministru al Țării Românești pe Ioan Al. Filipescu  la 25 ianuarie.

### Primul general al Principatelor Române
În anul 1859 la 4 mai devine primul general al Principatelor Române, și șef al armatei, în guvernul Constantin A. Kretzulescu (27 martie - 6 septembrie 1859), pentru atitudinea sa unionistă. Iar la 10 iunie este numit prim-adjutant al domnitorului și șef al Statului-major domnesc.
La 16 august demisionează din postul de ministru de război fiind în conflict cu domnitorul.
În anul 1860, este numit președintele Comisiei pentru Casa de dotație a oastei și membru în comisia Școlii Militare, iar în anul următor devine comandant al Garnizoanei București și șeful trupelor din Tabăra Floreasca.
În anul 1862 solicită aranjarea drepturilor la pensie, urmare a conflictelor accentuate cu Domnitorul, fiind scos la pensie în anul următor (octombrie—decembrie).
În anul 1868, la 23 decembrie publică articolul Sistema în armată, în „Trompeta Carpaților", vădit supărat că nici în noua domnie nu este luat în considerație.
Este reintegrat în armată în 22 ianuarie 1869.
Se stinge din viață în același an în 24 septembrie și este înhumat cu ceremonial funerar militar la Biserica Cuțitul de Argint din București. Soția sa, Maria Macedonski, bănuiește că decesul a survenit ca urmare a unei otrăviri.